# (10423) Dajčić
(10423) Dajčić, désignation internationale (10423) Dajcic, est un astéroïde de la ceinture principale.

## Description
(10423) Dajcic est un astéroïde de la ceinture principale. Il fut découvert le 16 janvier 1999 à Visnjan par Korado Korlević. Il présente une orbite caractérisée par un demi-grand axe de 2,24 UA, une excentricité de 0,14 et une inclinaison de 2,2° par rapport à l'écliptique.

## Compléments